# Driver's Ed
Pour plus de détails, voir Fiche technique et Distribution.
Driver's Ed est un film américain réalisé par Bobby Farrelly et dont la sortie est prévue en 2025.
Le film sera présenté au festival international du film de Toronto 2025.

## Synopsis
Un groupe d'adolescent décide de voler la voiture de leur auto-école. Ils en ont besoin pour que l'un d'eux puisse rendre visite à son ancienne petite amie de lycée, qui entre à l'université, pour la reconquérir.

## Fiche technique
Sauf indication contraire, les informations mentionnées dans cette section peuvent être confirmées par les bases de données cinématographiques IMDb et Allociné,  présentes dans la section « Liens externes ».
- Titre original : Driver's Ed
- Réalisation : Bobby Farrelly
- Scénario : Thomas Moffett
- Musique : N/A
- Décors : Daniel Novotny
- Costumes : Marcella Elisa Caudill
- Photographie : Itai Ne'eman
- Montage : N/A
- Production : Jennifer Fishman et Jonas Pate

Producteurs délégués : Stuart Ford, Matthew Helderman, Aghi D. Koh, Scott Lambert, Lorelle Lynch et Luke Taylor
- Sociétés de production : AGC Studios et TFC Productions
- Sociétés de distribution : N/A
- Budget : N/A
- Pays de production :  États-Unis
- Langue originale : anglais
- Format : couleur
- Genre : comédie, road movie
- Durée : 109 minutes
- Dates de sortie[2] :
  - Canada : septembre 2025 (festival de Toronto - section Gala Presentations)

## Distribution
- Kumail Nanjiani
- Molly Shannon
- Sam Nivola
- Sophie Telegadis
- Mohana Krishnan
- Aidan Laprete
- Lilah Pate
- Alyssa Milano

## Production
En décembre 2024, Bobby Farrelly est annoncé à la réalisation d'une comédie écrite par Thomas Moffett et intitulée Driver's Ed. Le film est produit par Jonas Pate, Jennifer Pate et David Stone, via les sociétés AGC Studios (en) et TFC Productions. Sam Nivola, Kumail Nanjiani et Molly Shannon sont annoncés dans les rôles principaux. En mars 2025, c'est au tour de Sophie Telegadis, Mohana Krishnan, Aidan Laprete, Lilah Pate et Alyssa Milano de rejoindre la distribution. Le tournage débute en mars 2025 en Caroline du Nord,,,. Il se déroule à Wilmington ainsi qu'à Atlanta,,.

## Sortie et accueil
En juillet 2025, il est annoncé que le film sera présenté en avant-première au festival international du film de Toronto 2025,.